# Hans Hoffmann (Politiker, 1880)
Hans Hoffmann (genannt Johann) (* 14. September 1880 in Worms; † 17. September 1949 in Ebersteinburg) war ein hessischer Politiker (Zentrum) und ehemaliger Abgeordneter des Landtags des Volksstaates Hessen.

## Ausbildung und Beruf
Johann Hoffmann wurde als Sohn des Kaufmanns Georg Hoffmann und seiner Frau Katharina, geborene Kappel, geboren. Er besuchte das Lehrerseminar Bensheim und studierte in Gießen. Anschließend war er Lehrer an der Grundschule Viernheim und der Oberrealschule Gießen. 1932 bis 1933 war er stellvertretender Ministerialdirektor. Nach der „Machtergreifung“ der Nationalsozialisten wurde er in den Ruhestand versetzt. Im Rahmen der Aktion Gewitter wurde er 1944 verhaftet und in das KZ Dachau gebracht. Nach Kriegsende wurde er 1945 Ministerialrat beim Regierungspräsidenten Darmstadt und im November 1945 im hessischen Kultusministerium.
Er war seit 1924 Ehrenmitglied der katholischen Studentenverbindung VKDSt Hasso-Rhenania Gießen im CV.

## Politik
Johann Hoffmann war aktives Mitglied der katholischen Kirche und des Zentrums. Für das Zentrum wurde er 1918 als Stadtrat von Alzey gewählt. Von 1921 bis 1933 war er Landtagsabgeordneter des Zentrums und führte zuletzt die Zentrums-Fraktion als Vorsitzender.

## Ehrungen
1949 erhielt Johann Hoffmann die Goethe-Plakette des Landes Hessen.